# Fukiko Nakabayashi
Fukiko Nakabayashi (1939–2018) – japońska artystka, rzeźbiarka i rysowniczka, mieszkająca i tworząca w Szwecji.
Ukończyła studia z zakresu sztuki nowoczesnej w Yokohamie i Tokio. W 1974 przeniosła się do Szwecji. Od tego czasu brała udział w kilkudziesięciu wystawach zbiorowych i około dwudziestu indywidualnych. W swojej twórczości rzeźbiarskiej wykorzystuje materiały naturalne: kamień, drewno oraz papier.